# Jekaterina Borissowna Rubljowa

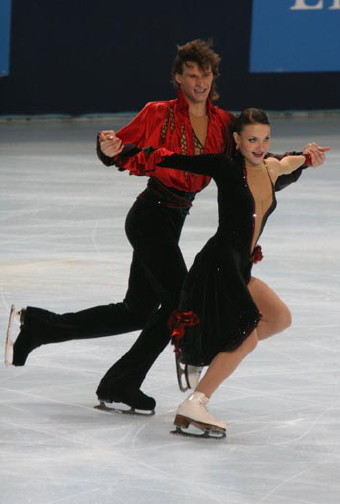
Jekaterina Borissowna Rubljowa mit Iwan Alexejewitsch Schefer

Jekaterina Borissowna Rubljowa (russisch Екатерина Борисовна Рублёва (meist Ekaterina Rubleva/Jekaterina Rublewa), * 10. Oktober 1985 in Odessa, Ukrainische SSR, Sowjetunion) ist eine russische Eistänzerin.
Rubljowa ist die Tochter der erfolgreichen russischen Eistänzer Swetlana Bakina und Boris Rubljow. Im Jahr 1990 begann sie mit dem Eislaufen. Seit 1994 ist Iwan Schefer ihr Eistanzpartner. Seit 2006 trainiert das Paar Rubljowa/Schefer in Moskau bei Alexander Swinin und startet für Sokolniki Moskau. Zuvor trainierten sie bei Jelena Kustarowa.

## Erfolge
Weltmeisterschaften
- 2008 – 15. Rang

Europameisterschaften
- 2007 – 12. Rang
- 2008 – 13. Rang

Juniorenweltmeisterschaften
- 2004 – 6. Rang

Russische Meisterschaften
- 2000 – 9. Rang
- 2001 – 9. Rang
- 2002 – 8. Rang
- 2003 – keine Teilnahme
- 2004 – 3. Rang (Junioren)
- 2005 – 5. Rang
- 2006 – 6. Rang
- 2007 – 3. Rang
- 2008 – 2. Rang
- 2009 – 2. Rang